# Болгария на летних Олимпийских играх 1992
Болгарию на летних Олимпийских играх 1992 представляли 138 спортсменов (87 мужчин и 51 женщина) в 19 видах спорта. Они завоевали 3 золотые, 7 серебряных и 6 бронзовых медалей.

## 01!Золото
- Гребля на байдарках и каноэ на летних Олимпийских играх 1992, мужчины: Николай Бухалов.
- Гребля на байдарках и каноэ на летних Олимпийских играх 1992, мужчины: Николай Бухалов.
- Тяжёлая атлетика на летних Олимпийских играх 1992, мужчины: Иван Иванов.

## 02!Серебро
- Лёгкая атлетика на летних Олимпийских играх 1992, женщины: Цветанка Христова.
- Бокс на летних Олимпийских играх 1992, мужчины: Даниел Петров.
- Стрельба на летних Олимпийских играх 1992, женщины: Нонка Матова.
- Стрельба на летних Олимпийских играх 1992, женщины: Весела Лечева.
- Тяжёлая атлетика на летних Олимпийских играх 1992, мужчины: Николай Пешалов.
- Тяжёлая атлетика на летних Олимпийских играх 1992, мужчины: Йото Йотов.
- Борьба на летних Олимпийских играх 1992, мужчины: Валентин Гецов.

## 03!Бронза
- Лёгкая атлетика на летних Олимпийских играх 1992, женщины: Йорданка Донкова.
- Бокс на летних Олимпийских играх 1992, мужчины: Свилен Русинов.
- Гребля на байдарках и каноэ на летних Олимпийских играх 1992, мужчины: Мартин Маринов и Благовест Стоянов.
- Стрельба на летних Олимпийских играх 1992, женщины: Мария Гроздева.
- Тяжёлая атлетика на летних Олимпийских играх 1992, мужчины: Стефан Ботев.
- Борьба на летних Олимпийских играх 1992, мужчины: Валентин Йорданов.

## Результаты соревнований

### Тяжёлая атлетика
| Категория    | Спортсмены       | Вес    | Рывок | Рывок | Рывок | Толчок | Толчок | Толчок | Всего | Место |
| Категория    | Спортсмены       | Вес    | 1     | 2     | 3     | 1      | 2      | 3      | Всего | Место |
| ------------ | ---------------- | ------ | ----- | ----- | ----- | ------ | ------ | ------ | ----- | ----- |
| до 52 кг     | Иван Иванов      | 51,80  | 110   | 115   | 117,5 | 142,5  | 147,5  | 150 OR | 265   | 1     |
| до 52 кг     | Севдалин Минчев  | 51,85  | 112,5 | 117,5 | 117,5 | 140    | 142,5  | —      | —     | 14    |
| до 60 кг     | Николай Пешалов  | 59,35  | 132,5 | 137,5 | 137,5 | 162,5  | 162,5  | 167,5  | 305   | 2     |
| до 60 кг     | Нено Терзийски   | 59,70  | 125   | 130   | 130   | 155    | 165    | 167,5  | 295   | 4     |
| до 67,5 кг   | Йото Йотов       | 67,05  | 145   | 150   | 152,5 | 177,5  | 177,5  | 182,5  | 327,5 | 2     |
| до 82,5 кг   | Пламен Братойчев | 81,85  | 162,5 | 167,5 | 167,5 | 197,5  | 202,5  | 202,5  | 365   | 5     |
| до 90 кг     | Иван Чакыров     | 89,25  | 170   | 170   | 175   | 207,5  | 212,5  | 212,5  | 377,5 | 5     |
| до 100 кг    | Петр Стефанов    | 98,85  | 165   | 165   | 170   | 205    | 210    | 212,5  | 380   | 5     |
| до 110 кг    | Стефан Ботев     | 108,50 | 185   | 190   | 190   | 227,5  | 237,5  | 237,5  | 417,5 | 3     |
| свыше 110 кг | Митко Митев      | 127,35 | 180   | 185   | 185   | 220    | 225    | 225    | 400   | 5     |